# Vajda Károly (színművész)
Vajda Károly (Budapest, 1942. november 16. –) magyar színművész.

## Életpályája
Vajda János villanyszerelő és Szántai Julianna gyári munkás fia. Az Arany János Építőipari Iskola elvégzését követően 1960 és 1966 között brigádvezető a Fővárosi Fürdőigazgatóságon. 1966-tól 1971-ig műszaki ellenőr a Délbudai Fodrász Ktsz-nél. A hatvanas évek második felétől kezdve polgári foglalkozása mellett színészkedik. Az 1957-ben alapított, az ELTE BTK kultúrtermében '"profán szentélyként"' működő Egyetemi Színpad fiatal tehetsége. 1971–1974 között a Békéscsabai Jókai Színház, majd négy éven át a veszprémi Petőfi Színház sokoldalú színésze. Egy évig a győri Kisfaludy Színház tagja. 1979-ben visszatér Veszprémbe. 1983 és 1994 között a Vidám Színpad, 1994-től újra a békéscsabai Jókai Színház, majd 2008-tól ismét a veszprémi Petőfi Színház tagja. Számtalan színházi szerep megtestesítője.

### Magánélete
Vajda Károly nős. Felesége Epergyes Teréz biológia–földrajz szakos tanár.

## Színpadi szerepei

### A Veszprémi Petőfi Színházban megtestesített szerepei
- Florimond Hervé – Albert Millaud: Nebáncsvirág. (Bernard, káplár) 2016
- Szilágyi László – Eisemann Mihály: Tokaji aszú. (Gergő, öreg béres) 2015
- Ifj. Johann Strauss: Bécsi vér. (Pincér) 2014
- Móricz Zsigmond – Kocsák Tibor – Miklós Tibor: Légy jó mindhalálig! (István bácsi, pedellus) 2013
- Csukás István: Mirr-Murr, a kandúr. (Plomba Pál) 2013
- Kálmán Imre: Marica grófnő. (Mihály, Marica öreg szolgája) 2012
- Kisfaludy Károly: Csalódások. (Tamás, uradalmi kertész) 2012
- Bertolt Brecht: Koldusopera. (Nagytiszteletű Kimbal) 2011
- Mikszáth Kálmán – Benedek András – Karinthy Ferenc: A Noszty fiú esete Tóth Marival. (Liszy, Brózik Dániel borkereskedő) 2010
- William Shakespeare: Szentivánéji álom. (Lavor) 2010
- Nagy Ignác – Parti Nagy Lajos: Tisztújítás. (Virágos, köznemes) 2009
- Dale Wasserman: Kakukkfészek. (Martini) 2009
- Szilágyi László – Eisemann Mihály: Én és a kisöcsém. (Végrehajtó) 2008
- George Bernard Shaw: Szent Johanna. (Angol katona) 1991
- Molnár Ferenc: Olympia. (Krehl, osztrák csendőr-alezredes) 1983
- Jean Anouilh: Euridiké. (Dulac, impresszárió ) 1982
- Valentyin Petrovics Katajev: Bolond vasárnap. (Leo Bujkálov) 1982
- Ion Luca Caragiale: Zűrzavaros éjszaka. (Dumitrache Titirca fakereskedő, a polgárőrség kapitánya) 1982
- Alfred de Musset: Lorenzaccio. (Jakab, a herceg fegyvernöke) 1982
- Bertold Brecht: Svejk a második világháborúban. (Baloun, fényképész, Svejk barátja) 1981
- Weöres Sándor: Holdbéli csónakos. (Bolond Istók) 1981
- Németh László: Harc a jólét ellen. (Mr. Brown) 1981
- Köves József: Nyakigláb, Csupaháj, Málészáj. (Csupaháj) 1979
- Karinthy Ferenc: Házszentelő. (Ringhoffer Lajos) 1979
- Fejes Endre: Vonó Ignác. (Pap) 1979
- Csurka István: Nagytakarítás. (Miltényi) 1978
- Németh László: Pusztuló magyarok. (Újságíró) 1978
- Móricz Zsigmond: Odysseus bolyongásai. (Kuthos) 1978
- Tamási Áron: Hullámzó vőlegény. (Gumics, teherfuvarozó sofőr) 1977
- Polgár András: Egy király a Népszínház utcában. (Feldmann Lajos) 1977
- Petőfi Sándor: A helység kalapácsa. (Kisbíró) 1977
- William Shakespeare: Tévedések vígjátéka. (Syracusai Dromio, Antipholus kísérője) 1977
- Csurka István: Eredeti helyszín. (Gyártásvezető) 1977
- Németh László: Bethlen Kata. (Jeromos barát). 1977
- Páskándi Géza: Egy ember, aki megunta a bőrét. (Patyi, Felcseperghy szolgája; Mellduska férje) 1976
- Remenyik Zsigmond: 'Vén Európa' Hotel. (Weber, cethalász) 1976
- Kertész Ákos: Névnap. (Varga Lehel, asztalos) 1976
- Száraz György: A megoldás (Paraszt) 1976
- Alexandre Breffort: Irma, te édes! (Precíz Pepi) 1975
- Németh László: Mathiász-panzió. (Újságíró) 1975
- Móricz Zsigmond: Úri muri. (Borbíró) 1975
- Mesterházi Lajos: Pesti emberek. (Nyilas) 1975
- George Bernard Shaw: Tanner John házassága (Ember és felsőbbrendű ember). (A mogorva szociáldemokrata) 1975
- Karinthy Ferenc: Hetvenes évek. (Bubu) 1974

### A Vidám Színpadon játszott szerepei
- K. Halász Gyula – Eisemann Mihály – Kellér Dezső: Fiatalság, bolondság. (Portás) 1993
- Eugène Scribe: Vihar egy pohár vízben. (Marquis de Torcy, francia követ) 1991
- Indig Ottó: A torockói menyasszony. (Jonel, csendőrőrmester) 1991
- Raoul Praxy – Szenes Iván: Hölgyeim, elég volt! (Bedon) 1990
- Várkonyi András – Balogh Bodor Attila: Szupermancs. (Rendőr) 1990
- Vinkó József: Justitia kombinéban. (Tóth II. Józsi, rendőr) 1989
- Vaszary Gábor – Szenes Iván: Az ördög nem alszik. (Willibald) 1987
- Peter Stone – Billy Wilder – I. A. L. Diamond: Van aki forrón szereti. (Második gengszter) 1987
- Fejér Iván: Folytassa, Hacsek! (Józsi, pincér) 1985
- Fekete Sándor: A Lilla-villa titka. (Első árus) 1985
- Kállai István – Kabos László: Kabos-show 1984
- Szenes Iván: Hajrá, magyarok! 1983
- Romhányi József: A rímfaragó. 1984
- Maurice Hennequin – Pierre Veber: Elvámolt éjszaka. (Frontignac, tevekereskedő) 1983

### A békéscsabai Jókai Színházban játszott szerepei
- Békés Pál: Egy kis térzene. (Bonifác) 2007
- Bertolt Brecht: Állítsátok meg Arturo Uit! (Flake; Gaffles, egy úr a városházáról) 2006
- Heltai Jenő: Naftalin. (Házmester) 2006
- Sütő András: Egy lócsiszár virágvasárnapja. (Zauner) 2005
- Fekete István: Vuk. (Vahur, házőrző) 2005
- Dobozy Imre: A tizedes meg a többiek. (Dunyhás) 2005
- Szurdi Miklós – Szomor György: Diótörő. (Drosselmeyer) 2004
- Móricz Zsigmond: Úri muri. (Zsellyei Balogh Ábel, az ezredes) 2003
- Vasziljev Borisz: Csendesek a hajnalok. (Őrnagy) 2003
- Örkény István: Tóték. (Cipriani professzor) 2002
- Várkonyi András – Balogh Bodor Attila: Szupermancs. (Rendőr, Burkus, Felelős felelős) 2002
- Herczeg Ferenc – Pozsgai Zsolt: Baatoni rege (Stóziusz) 2002
- Peter Karvaš: Yo város honpolgárai. (Brinsley Peel, tanár, a Felügyelő Bizottság tagja) 2002
- Joseph Kesserling: Arzén és levendula. (Harper tiszteletes) 2001
- Victor Hugo: A királykisasszony lovagja. (Egy lakáj) 2001
- Konter László: Hamupipőke. (Király) 2000
- Nico Dostal – Hermann Hermecke: Magyar menyegző. (Kismarty István, paplaki bíró) 2000
- Peter Buckman – en:Clive Swift: A zenekar ’…Most mind együtt’. (Albert, teherautó sofőr, B-tuba) 2000
- Békés József: Sándor, József, Benedek. (Sóvágó, nagygazda) 2000
- Konter László: Csipkerózsika. (Huber király) 1998
- Alexandre Breffort: Irma, te édes. (Elnök) 1997
- Kálmán Imre: Cirkuszhercegnő. (Pelikán) 1996
- Fésűs Éva – Gebora György: A csodálatos nyúlcipő. (Drágajó nagypapa) 1996
- Lehár Ferenc: Cigányszerelem. (Kolompár cigányvajda) 1996
- August Strindberg: Az apa. (Lelkész) 1995
- Paul von Schönthan – Franz von Schönthan: A szabin nők elrablása. (Raposa Bogdán, borkereskedő) 1995
- Schwajda György: Ludas Matyi. (Döbrögi) 1995
- Bakonyi Károly – Szirmai Albert: Rinaldó gróf. (Kereszthy Kálmán gróf) 1994
- Görgey Gábor – Gádor Béla: Részeg éjszaka. (Kubacska) 1974
- Karel Čapek: A rabló. (Sefl) 1974
- George Bernard Shaw: Caesar és Cleopatra. (Nubiai őrszem; Csónakos) 1974
- Schwajda György: Mesebeli János (Részeg) 1974
- Tom Jones: Fantasztikus. (Mortimer, a statiszta) 1974
- Bárány Tamás: A szülő is ember. (Bagyula) 1973
- Carlo Goldoni: A hazug (Arlecchino, inas) 1973
- Valentyin Petrovics Katajev: Bolond vasárnap. (Portás) 1973
- William Shakespeare: V. Henrik. (Nym) 1973
- Szigligeti Ede: Nagyapó. (Péter gazda, Peterdi szolgája) 1972
- Görgey Gábor: Lilla és a kísértetek. (Pofók Lajos, hadiszállító) 1972
- Aleksander Fredro: Hölgyek és huszárok. (Görgeteg, huszár) 1972
- Romhányi József: Csipkerózsika. (A király) 1972
- William Shakespeare: IV. Henrik. (Peto, Falstaff barátja) 1972
- Zelk Zoltán: Az ezernevű lány. (Ezeréves ember) 1971
- Csiky Gergely: Buborékok. (Hámor) 1971
- Lope de Vega: Dacból terem a szerelem. (Don Juan szolgája) 19??

### A győri Kisfaludy Színházban játszott szerepei
- Pós Sándor – Presser Gábor – Adamis Anna: Képzelt riport egy amerikai popfesztiválról. (Joshua) 1979
- Jevgenyij Svarc: A sárkány. (Foglár) 1978
- Tennessee Williams: A vágy villamosa (Steve) 1978

### A Gyulai Várszínházban megtestesített szerepei
- William Shakespeare: A makrancos Kata. (Iskolamester) 2001
- Kós Károly: István király. (Kijevi követ) 1971

### Az Egyetemi Színpadon játszott szerepei  (Universitas Együttes)
- George Farquhar: A toborzótiszt. (Sárkány őrmester) 1971
- Madách Imre: Endre, magyar királyfi. (Aymericus) 1970
- Füst Milán: Zongora. (Mühlstadt Arthur) 1970
- Albert Camus: Lázadás Aszturiában. (Patikus) 1970
- Simai Kristóf: Zsugori, a telhetetlen fösvény ember. (Zsugori) 1969
- Katona Imre – Vágó Péter: Piszkos Fred málnaszőrt iszik és kavarja Fülig Jimmy őszinte sajnálatára. (Wágner úr) 1968
- Gyöngyössy Imre: Barokk passió. (Éhes prédikátor) 1968
- Christopher Marlowe: II. Edward 1968
- Friedrich Dürrenmatt: Pör a szamár árnyékáért. (Anthrax; szerepkettőzve Hetényi Pállal) 1967
- Karel Čapek – Josep Čapek: A végzetes szerelem játéka. (Scaramouche) 19??
- Csokonai Vitéz Mihály: Gerson de Malheureux. (Antal) 19??

## Filmszerepei
- Balekok és banditák (1996)
- Törvénytelen (1994)
- Kisváros (1994)
- Szomszédok (1987)
- Üvegvár a Mississippin (1985)
- Most mi jövünk! 1985
- Rutinmunka (1984)
- Csacsifogat 1984
- Bohák György: A dicsekvő varga. (Dúl-Fúl király) 1979